# جام باشگاه‌های تهران ۱۳۴۶
جام باشگاه‌های تهران ۱۳۴۶ دوره‌ای از مسابقات جام باشگاه‌های تهران بود که از ۷ اردیبهشت ماه تا یکم شهریور سال ۱۳۴۶ با حضور ۱۴ تیم برگزار شد ولی در حین برگزاری بازی‌ها به دلیل انحلال تیم شاهین بازی‌ها با حضور ۱۳ تیم پیگیری و با قهرمانی تیم فوتبال دارایی به پایان رسید. تیم های شهربانی و دژبان از دسته دوم به دسته اول صعود کرده بودند.

## پیشینه
این فصل جام باشگاه‌های تهران فصل مهمی در تاریخ فوتبال تهران و ایران است. پروانه فعالیت شاهین، از پرطرفدارترین و مهم‌ترین تیم‌های آن زمان، در جریان برگزاری مسابقات این جام لغو شد. به دنبال این اتفاق رخوت و رکودی بر فوتبال تهران حاکم شد. تعدادی از بازیکنان اصلی و ملی‌پوش شاهین سال بعد به تیم پرسپولیس پیوستند و به این ترتیب پرسپولیس وارد جریان اصلی و رده بالای فوتبال ایران شد.

## جدول رده‌بندی
| رتبه | باشگاه    | بازی | برد | مساوی | باخت | گل‌زده | گل‌خورده | امتیاز |
| ---- | --------- | ---- | --- | ----- | ---- | ----- | ------- | ------ |
| ۱    | دارایی    | ۱۲   | ۱۰  | ۲     | ۰    | ۲۹    | ۴       | ۲۲     |
| ۲    | پاس       | ۱۲   | ۱۰  | ۲     | ۰    | ۲۳    | ۵       | ۲۲     |
| ۳    | تهران‌جوان | ۱۲   | ۷   | ۲     | ۳    | ۱۸    | ۱۳      | ۱۶     |
| ۴    | تاج       | ۱۲   | ۶   | ۲     | ۴    | ۱۴    | ۱۱      | ۱۴     |
| ۵    | عقاب      | ۱۲   | ۵   | ۳     | ۴    | ۱۹    | ۱۴      | ۱۳     |
| ۶    | راه آهن   | ۱۲   | ۴   | ۵     | ۳    | ۱۴    | ۱۲      | ۱۳     |
| ۷    | شعاع      | ۱۲   | ۵   | ۳     | ۴    | ۱۴    | ۱۲      | ۱۳     |
| ۸    | کیان      | ۱۲   | ۴   | ۳     | ۵    | ۱۱    | ۱۱      | ۱۱     |
| ۹    | شهربانی   | ۱۲   | ۳   | ۳     | ۶    | ۲۲    | ۱۸      | ۹      |
| ۱۰   | آرارات    | ۱۲   | ۳   | ۲     | ۷    | ۱۰    | ۱۸      | ۸      |
| ۱۱   | جعغری     | ۱۲   | ۲   | ۳     | ۷    | ۱۵    | ۲۰      | ۷      |
| ۱۲   | دیهیم     | ۱۲   | ۳   | ۰     | ۹    | ۱۰    | ۲۹      | ۶      |
| ۱۳   | دژبان     | ۱۲   | ۰   | ۳     | ۱۰   | ۱۰    | ۴۳      | ۲      |

## گلزنان برتر
| # | گلزنان          | تعداد گل | تیم     |
| - | --------------- | -------- | ------- |
| ۱ | جلال طالبی      | ۱۱       | دارایی  |
| ۲ | اکبر افتخاری    | ۹        | دارایی  |
|   | سامسون آواسپیان | ۹        | شهربانی |
| ۴ | بهروز ملک مدنی  | ۶        | جعفری   |
|   | حسین همیشه جوان | ۶        | راه آهن |
|   | علی سلیمی       | ۶        | شعاع    |
|   | علی جباری       | ۶        | تاج     |